# Terreiro da Luta

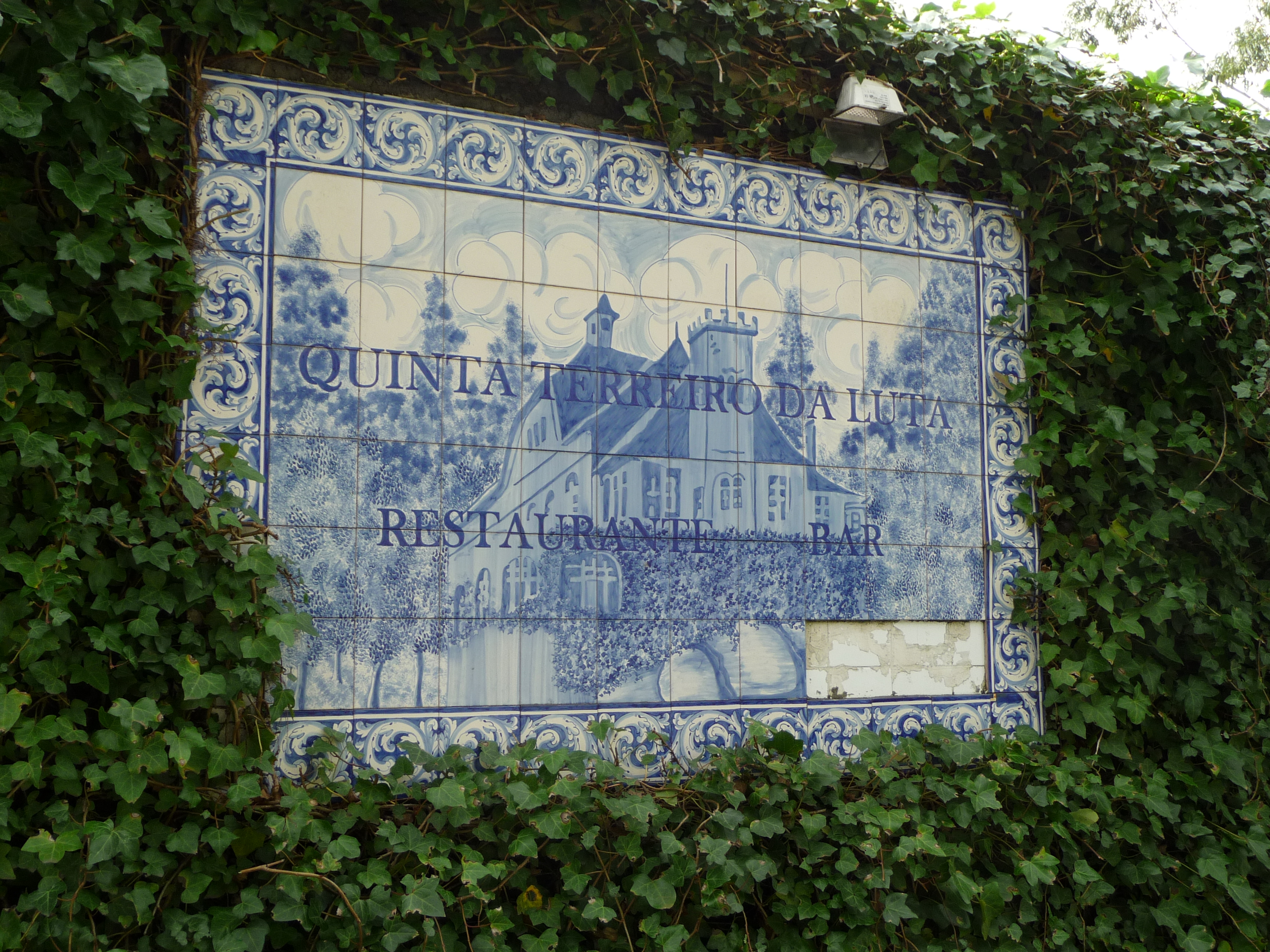
Azulejo az egykori fogaskerekű vasút fölső végállomásának képével

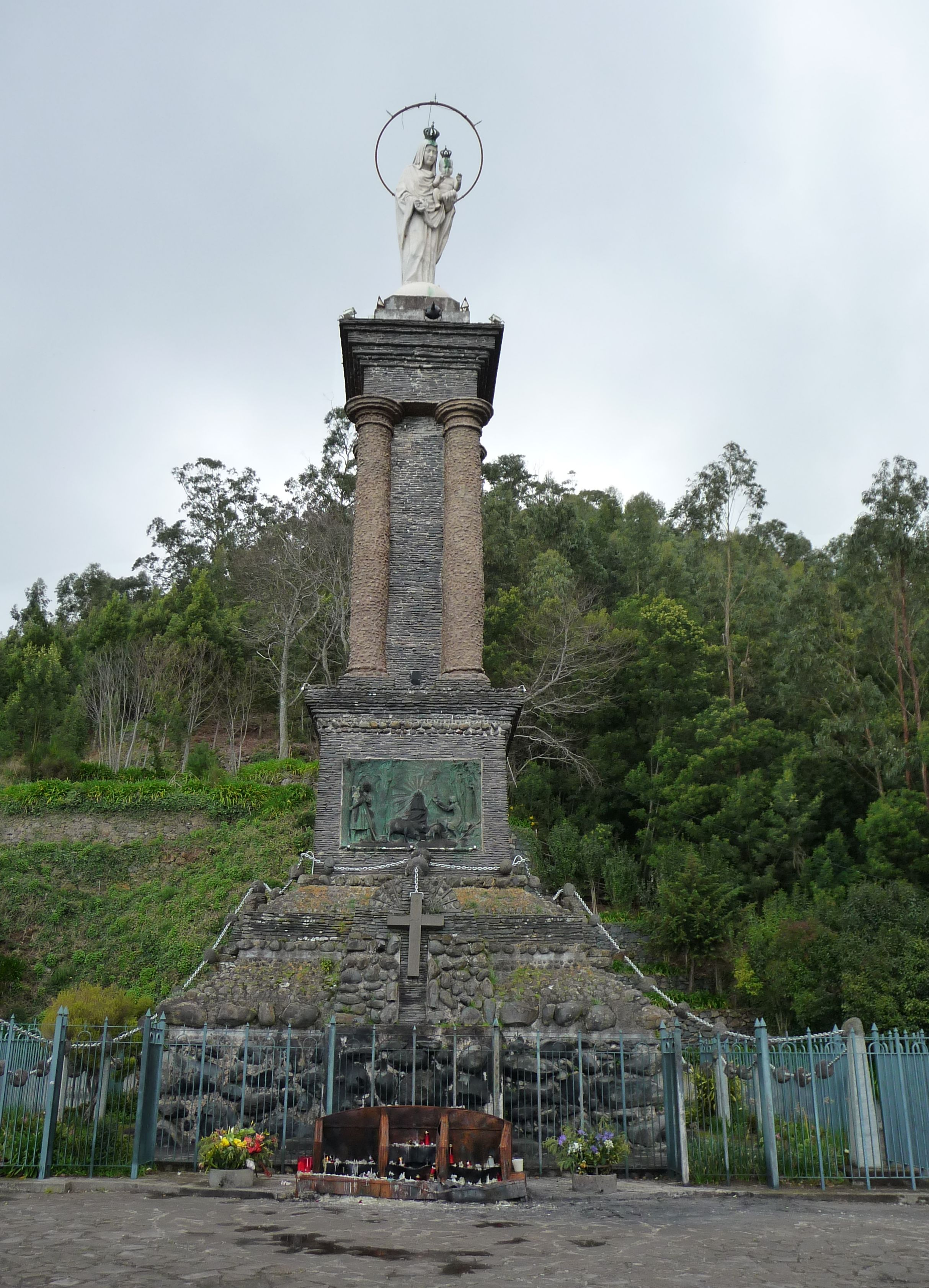
A Béke Szüzének szobra

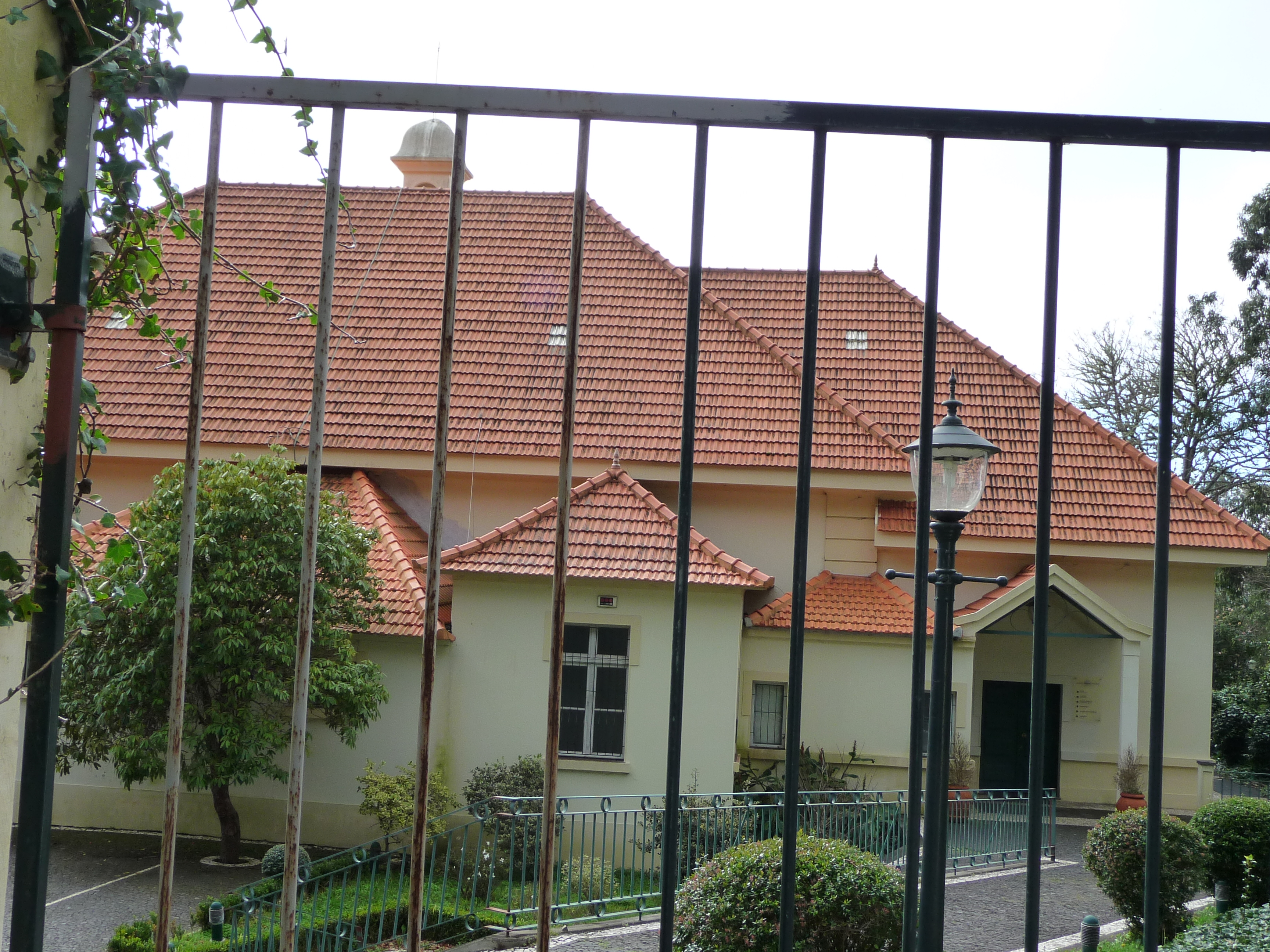
Az egykori vasútvonal végállomása egy ideig vendéglőként működött tovább

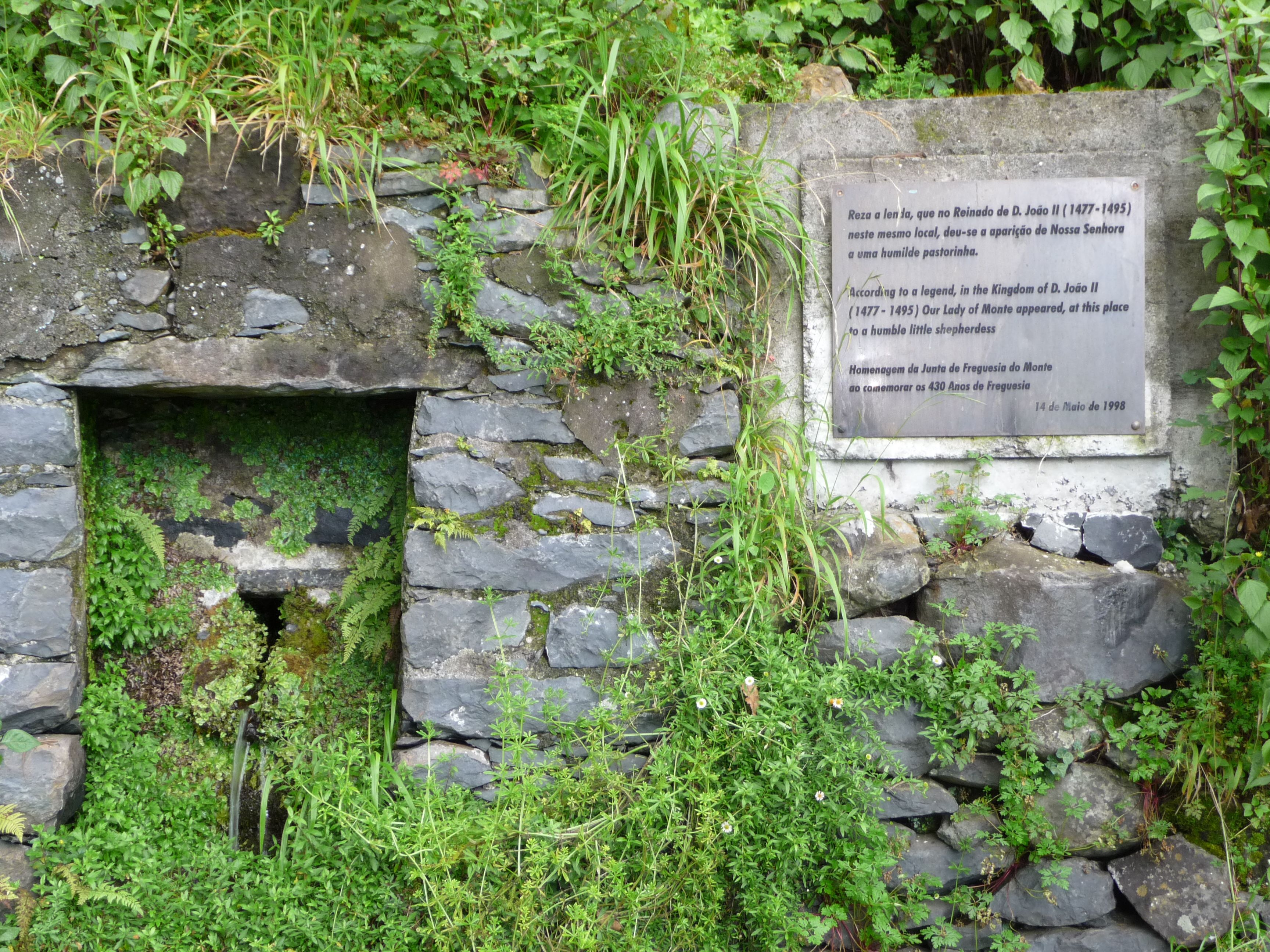
Emléktábla a Szűzanya megjelenésének helyén a Montéból Terreiro da Lutába vezető zarándokút mellett

Terreiro da Luta Madeira szigetén, Funchal járásban a II. világháború előtt a sziget fővárosából Montén át a hegyre fölkapaszkodó fogaskerekű vasút fölső végállomása volt Monte és Poiso között nagyjából félúton. A vasút sínjeit a világháború alatt szedték fel, hogy hadiipari célokra beolvasszák őket.

## A Béke Szüze
Az egykori vasútállomástól nem messze áll a „Béke Szüzének” szobra, egy első világháborús fogadalmi emlékmű. A világháború kitörése után a hagyományosan angolbarát Portugália Nagy-Britannia ösztönzésére lefoglalta az összes, az országban fellelhető német javakat, aminek hatására Németország hadat üzent Portugáliának.
A Madeira-szigeteken a világháború mindössze két hadi eseménye német tengeralattjárók egy-egy támadása volt. Az első alkalommal, 1916. december 3-án egy tengeralattjáró Funchal kikötőjében torpedóval elsüllyesztett három, ott horgonyzó francia hajót. A szigetlakókat ez a támadás annyira megrémítette, hogy nagy, könyörgő körmenetben zarándokoltak a Montei Szűzhöz. A miséző plébános a közösség nevében megfogadta, hogy a háború után szobrot állítanak a Madonnának Terreiro da Lutában.
Az adományokból épült szobrot 1927-ben állították fel. A Szűzanya fehér márványból kifaragott szobra sötét bazaltkockákból emelt talapzaton trónol. A talapzatot rozsdás lánc öleli át – ez az elsüllyedt Surprise ágyúnaszád horgonylánca volt. A talapzatba épített dombormű Francisco Franco munkája, és eredetileg Funchalban, az egykori Cemitério das Angústias temető bejáratánál állt.

## Ribeira das Cales
A vasútállomás fölötti pataknál álló erdészháztól juthatunk el:
- a Pico Alto kilátócsúcshoz (1129 m);
- a Cho da Lagoa fennsíkra;
- a funchali ökoparkba (Parque Ecólogico do Funchal).

Ez utóbbi egy kis, a sziget növényzetét bemutató kert az erdészház mellett.